# Bitwa nad Rymnikiem
Bitwa nad Rymnikiem – bitwa wojny rosyjsko-tureckiej 1787–1792 stoczona 22 września 1789 nad rzeką Râmnicu Sărat (dopływ Seretu, obecnie w Rumunii).

## Kontekst
Dowódca tureckich wojsk, wielki wezyr Jusuf Pasza, związał działaniami demonstracyjnymi główne siły armii rosyjskiej w rejonie twierdzy Izmaił i skierował swoje główne siły (ok. 100 tysięcy żołnierzy – w większości kawalerii) przeciw walczącemu razem z wojskami rosyjskimi 18-tysięcznemu korpusowi austriackiemu pod dowództwem księcia Kaburskiego, w tym czasie skoncentrowanemu w rej. Fokszany (rum. Focșani). A. Suworow, dowódca korpusu rosyjskiego, który był skoncentrowany w rej. Byrłada, po otrzymaniu wiadomości o ruchach wojsk tureckich, nocą 19 września wysłał 7-tysięczny oddział na pomoc wojskom austriackim. Oddział rosyjski po przemarszu w ciągu 2,5 dnia ok. 100 kilometrów przybył w rejon Fokszany (Focsani) wcześniej niż Turcy. Rozpoznanie doniosło, że Turcy nie oczekują żadnych ataków ze strony przeciwnika i rozbili 4 obozy między rzekami Rymna i Rymnik.

## Bitwa
Suworow przejął dowodzenie nad całością sił rosyjsko-austriackich i podjął decyzję o rozpoczęciu natarcia. Wykonał czternastokilometrowy nocny marsz w rejon Majkanesti i wojska rosyjsko-austriackie zaatakowały pierwszy obóz turecki. Odbijając ogniem czworoboków kontrataki kolumn tureckich, rosyjsko-austriackie wojska zdecydowanymi uderzeniami opanowały pozostałe trzy obozy tureckie, po czym wojska tureckie w panice zaczęły odstępować.
Straty wojsk rosyjsko-austriackich wyniosły ok. 700 żołnierzy zabitych i zaginionych. Turcy stracili, według różnych źródeł, 6–20 tysięcy zabitych i rannych, całą artylerię i obozy.
Suworow za zwycięstwo został wyróżniony tytułem hrabiego Rimnika.